# جوش ديفيس (لاعب كرة سلة مواليد 1980)
جوش ديفيس (بالإنجليزية: Josh Davis)‏ مواليد 10 أغسطس 1980 في سايلم، هو لاعب كرة سلة أمريكي معتزل بدأ مسيرته الاحترافية في سنة 2002. يبلغ طوله 6 قدم 8 بوصة (2.0 م). اعتزل اللعب في 2013.

## فرق لعب لها
- أتلانتا هوكس
- فيلادلفيا سفنتي سيكسرز
- ميلووكي باكز
- هيوستن روكتس
- فينيكس صنز

## إحصائيات المسيرة

### الرابطة الوطنية لكرة السلة

#### الموسم الاعتيادي
| السنة   | الفريق                 | لعب | بدأ | دقيقة | ميداني% | ثلاثية | حرة   | ارتداد | صنع | استلاب | تصدي | نقطة |
| ------- | ---------------------- | --- | --- | ----- | ------- | ------ | ----- | ------ | --- | ------ | ---- | ---- |
| 2003–04 | أتلانتا هوكس           | 4   | 1   | 5.8   | .400    | .000   | 1.000 | 1.3    | .0  | .0     | .0   | 1.3  |
| 2004–05 | فيلادلفيا سفنتي سيكسرز | 42  | 5   | 7.8   | .378    | .358   | .824  | 1.9    | .3  | .2     | .1   | 2.8  |
| 2005–06 | ميلووكي باكز           | 4   | 0   | 3.0   | .250    | .000   | .000  | .8     | .3  | .3     | .0   | .5   |
| 2005–06 | هيوستن روكتس           | 1   | 0   | .0    | .000    | .000   | .000  | .0     | .0  | .0     | .0   | .0   |
| 2005–06 | فينيكس صنز             | 1   | 0   | 5.0   | .333    | .000   | .667  | 1.0    | .0  | 1.0    | .0   | 4.0  |
| 2011–12 | ميمفيس غريزليس         | 15  | 0   | 8.7   | .370    | .308   | .500  | 1.8    | .4  | .5     | .1   | 1.9  |
| المسيرة |                        | 67  | 6   | 7.4   | .373    | .329   | .724  | 1.7    | .3  | .3     | .1   | 2.3  |

## روابط خارجية
- جوش ديفيس على موقع إن بي أي (الإنجليزية)
- جوش ديفيس على موقع سبورتس رفرنس (الإنجليزية)
- جوش ديفيس على موقع كرة السلة الأوروبية.كوم (الإنجليزية)
- جوش ديفيس على موقع كلية كرة السلة في سبورتس رفرنس.كوم (الإنجليزية)
- جوش ديفيس على موقع ريلجم (الإنجليزية)
- جوش ديفيس على موقع بروبوليرز (الإنجليزية)
- جوش ديفيس على موقع سبورتس رفرنس (الإنجليزية)
- جوش ديفيس على موقع سبورتس رفرنس (الإنجليزية)